# Katrin Farker
Katrin Farker (geb. 1962 in Weimar) ist eine deutsche Medizinerin, Wissenschaftlerin und Hochschullehrerin. Sie leitet das Universitäre Zentrum für Pharmakotherapie und Pharmaökonomie am Universitätsklinikum Jena, war bis 2022 Vorsitzende der Gesellschaft für Arzneimittelanwendungsforschung und Arzneimittelepidemiologie (GAA) und seit Gründung der GAA im Jahre 1992 die erste Frau auf dieser Position.

## Werdegang
Katrin Farker wurde 1962 in Weimar geboren und legte ihr Abitur im Jahr 1981 in Jena ab. Nach einem Praktikum in der Dialyseabteilung der Klinik für Innere Medizin absolvierte sie von 1982 bis 1988 ein Studium der Humanmedizin an der Friedrich-Schiller-Universität in Jena. Im Anschluss an ihre Approbation absolvierte sie einen Forschungsaufenthalt am Dr.-Margarete-Fischer-Bosch-Institut am Stuttgarter Robert-Bosch-Krankenhaus. Während ihrer Zeit als Assistenzärztin war Farker in mehreren Fachabteilungen tätig. Seit 1993 ist sie als Fachärztin für Klinische Pharmakologie am Universitätsklinikum in Jena beschäftigt. Farker habilitierte im Jahr 2003 im Fach Klinische Pharmakologie an der Friedrich-Schiller-Universität Jena. Von 2008 bis 2011 leitete sie das Pharmakovigilanzzentrum (PVZ) in Weimar. Gleichzeitig war sie im Arbeitsbereich Klinische Pharmakologie am Institut für Pharmakologie und Toxikologie am Universitätsklinikum in Jena tätig. Seit dem Jahr 2013 leitet Farker das dortige Universitäre Zentrum für Pharmakotherapie und Pharmaökonomie.

### Wissenschaftliche Arbeit
Als ärztliche Leitung eines universitären Zentrums ist Farker mit medizinischer Betreuung und Krankenversorgung befasst. Zudem ist sie als Konsilärztin tätig und betreut klinische Studien. Sie forscht zur Sicherheit der Arzneimittelanwendung sowie zur Pharmakokinetik, also zur Aufnahme und Verwertung von Arzneimitteln im Körper. Zur klinischen Pharmakologie im Bereich der Humanmedizin hält sie zudem Vorlesungen und Seminare.
Auf diesen Themenfeldern hat sie zudem sowohl lokal als auch auf Bundesebene wesentliche Funktionen inne. Sie ist Sektionsleitung für Klinische Pharmakologie der Landesärztekammer Thüringen und stellvertretende Vorsitzende der Ethikkommission der Medizinischen Fakultät der FSU Jena.

### Ehrenamtliches Engagement
Neben ihrer beruflichen Tätigkeit engagiert Farker sich ehrenamtlich. Im Jahr 1991 trat sie mit weiteren Fachkollegen aus der ehemaligen DDR in die Deutsche Gesellschaft für Pharmakologie und Toxikologie, die heutige Deutsche Gesellschaft für Experimentelle und Klinische Pharmakologie und Toxikologie (DGPT), ein. In diesem Verbund sind drei pharmakologische Fachgesellschaften zusammengefasst. Im Jahr 1996 wurde Farker Mitglied im Berufsverband der Ärzte für Klinische Pharmakologie. Seit 2017 ist sie ordentliches Mitglied der Arzneimittelkommission der deutschen Ärzteschaft (AkdÄ) und Mitglied des Fachausschusses Unerwünschte Nebenwirkungen. Eine erneute Berufung für weitere drei Jahre erfolgte im Jahr 2020. Der Fachausschuss sammelt und bewertet Meldungen über unerwünschte Wirkungen von Arzneimitteln und entscheidet darüber, ob solche Erfahrungsberichte von ärztlicher Seite an das Bundesinstitut für Arzneimittel und Medizinprodukte weitergeleitet werden.
Seit dem Jahr 2001 engagiert Farker sich in der Gesellschaft für Arzneimittelanwendungsforschung und Arzneimittelepidemiologie (GAA). Im Jahr 2010 wurde sie in den Vorstand dieser Fachgesellschaft gewählt und im Jahr 2017 deren Vorsitzende – eine Wiederwahl erfolgte im Jahr 2019. Mit Farker stand somit erstmals eine Frau an der Spitze der GAA. Die GAA ist Mitglied der Arbeitsgemeinschaft der Wissenschaftlichen Medizinischen Fachgesellschaften (AWMF), die evidenzbasierte Leitlinien für die ärztliche und pflegerische Versorgung in Deutschland veröffentlicht. Unter Farkers Präsidentschaft beteiligte sich die GAA erstmals an der Erstellung einer solchen Leitlinie – S3-Leitlinie "Medikamentenbezogene Störungen" – die im Jahr 2020 veröffentlicht wurde.

## Publikationen

### Habilitationsschrift
- Pharmakoepidemiologische und pharmakogenetische Untersuchungen bei Nieren- und Urothelkarzinompatienten. Jena, Univ., Habil.-Schr., 2003.

### Wissenschaftliche Beiträge als Erstautorin
- Chronomodulated chemotherapy with oxaliplatin, 5-FU and sodium folinate in metastatic gastrointestinal cancer patients. In: International Journal of Clinical Pharmacology and Therapeutics. Bd. 44, Nr. 1, 2006, S. 31–37. doi:10.5414/cpp44031
- Impact of N-acetyltransferase polymorphism (NAT2) in hepatocellular carcinoma (HCC) – an investigation in a department of surgical medicine. In: Experimental and Toxicologic Pathology. Bd. 54, Nr. 5–6, 2003, S. 387–391. doi:10.1078/0940-2993-00275
- Effects of short-term tratment with diclofenac-colestyramine on renal function and urinary prostanoid excretion in patients with type-2 Diabetes. In: European Journal of Clinical Pharmacology, Jahrgang 58, 2002, S. 85–91
- Assessment of frequencies of lifestyle factors and polymorphisms of drug-metabolizing enzymes (NAT2, CYP2E1) in human hepatocellular carcinoma (HCC) patients in a department of surgical medicine. In: International Journal of Clinical Pharmacology and Therapeutics. Bd. 40, Nr. 3, 2002, S. 120–124. doi:10.5414/cpp40120
- Fluorchinolone: Einsatz bei Infektionen der Nieren und des Urogenitaltrakts. In: Medizinische Klinik. Bd. 96, 2001, S. 383–390. doi:10.1007/s00063-001-1063-2
- Impact of CYP2E1 genotype in renal cell and urothelial cancer patients. In: Experimental and Toxicologic Pathology. Bd. 50, Nr. 4–6, 1998, S. 425–431. doi:10.1016/S0940-2993(98)80029-8
- CYP2E1 genotyping in renal cell/urothelial cancer patients in comparison with control populations. In: International Journal of Clinical Pharmacology and Therapeutics. Bd. 36, Nr. 9, 1996, S. 463–8

### Beiträge in anderen Publikationen
- Influence of Lifestyle Factor Smoking and Genetic Polymorphisms of Xenobiotic Metabolizing Enzymes on Hepatocellular Carcinoma (HCC). In Laura V. Kinger (hrsg.): Trends in Lifestyle and Health, Nova Science Publishers, New York 2005